# Photonectes mirabilis
Photonectes mirabilis és una espècie de peix de la família dels estòmids i de l'ordre dels estomiformes.

## Morfologia
- Els mascles poden assolir 16,4 cm de longitud total.[4][5]

## Hàbitat
És un peix marí i d'aigües subtropicals.

## Distribució geogràfica
Es troba a l'Atlàntic oriental (des del Sàhara Occidental fins a Mauritània), l'Atlàntic occidental, Austràlia i Papua Nova Guinea.